# Disclosure
Ne doit pas être confondu avec Disclosure (film, 2020) ou Disclosure (film, 2026).
Disclosure est un groupe britannique de musique électronique, originaire de Reigate, dans le comté de Surrey, situé au sud de Londres, en Angleterre. Actif depuis 2010, il est composé des frères Guy et Howard Lawrence.
En 2013, leur single White Noise se classe 2e des charts britanniques. Settle, le premier album du duo, atteint la première place des ventes au Royaume-Uni lors de sa sortie. Il est nommé au Mercury Music Prize. Ils collaboreront notamment avec Nile Rodgers sur le morceau Together, à la fin de 2013, aux côtés de Sam Smith et Jimmy Napes.

## Histoire
Guy Lawrence, né en 1991, et Howard Lawrence, né en 1994, sont frères. Ils grandissent à Reigate dans le comté de Surrey. Guy Lawrence débute dans la musique en jouant de la batterie dans un groupe rock. Son frère Howard s'intéresse lui aussi à ce genre musical avant de découvrir la musique électronique à l'occasion de ses premières sorties en clubs. En 2010, ils fondent ensemble le groupe Disclosure et présentent leurs premiers morceaux sur Myspace.
Ils signent plusieurs singles, maxis et remixes et Disclosure connaît ses premiers succès. Latch, sorti en octobre 2012, atteint la 11e place des charts britanniques. L'année suivante, White Noise se classe 2e et reste durant dix semaines dans le Top 10. Les deux titres figurent sur leur premier album, Settle, édité en juin 2013 par PMR Records. Plusieurs morceaux sont produits en collaboration avec les artistes Mary J. Blige, AlunaGeorge, Eliza Doolittle, Sam Smith et Jessie Ware. Pour le promouvoir, le groupe tourne aux États-Unis et en Europe. Ils sont à l'affiche de nombreux festivals en Grande-Bretagne et à l'étranger, notamment Glastonbury, Coachella, ou encore les Nuits sonores. Settle est bien accueilli par la critique et atteint la première place des ventes au Royaume-Uni la semaine de sa sortie,. Aux États-Unis, il se classe 38e du Billboard 200 et 2e dans la catégorie « albums dance/musique électronique » du classement établi par le magazine musical Billboard,. En fin d'année, l'album est nommé au Mercury Music Prize.
En 2015, le groupe sort un nouvel album du nom de Caracal, dans lequel figurent des titres en collaboration avec de nombreux grands noms de la musique comme The Weeknd, Lorde ou encore Sam Smith. Un nouvel album sort cinq ans plus tard, Energy, suivi un an plus tard en 2021 par Never Enough.

## Style musical et influence
Le style musical de Disclosure comprend des éléments de dance et de musique pop. Le groupe enregistre des instrumentaux et des titres interprétés par des chanteurs invités. Ils sont influencés par l'UK garage,. Contrairement à l'habituelle suite « montée-drop » (montée du volume des instruments ambiants, souvent sans rythme, qui revient de façon directe lors du départ brusque de la ligne de basse, appelé drop) que l'on trouve dans la plupart des morceaux de musique apparentée à la musique électronique, la leur a davantage tendance à se dessiner en « couplets » instrumentaux se rapprochant d'une structure comparable à celle de la musique pop.

## Discographie
- 2012: The Face EP
- 2013 : Settle
- 2013 : Control
- 2015 : Caracal
- 2016 : Moog for Love EP
- 2018 : Moonlight EP
- 2020 : Energy
- 2021 : Never Enough
- 2023 : Alchemy